# Cyclicopora longipora
Cyclicopora longipora is een mosdiertjessoort uit de familie van de Cyclicoporidae. De wetenschappelijke naam van de soort is voor het eerst geldig gepubliceerd in 1883 door MacGillivray.